# باري إم. كوستيلو
باري إم. كوستيلو (بالإنجليزية: Barry M. Costello)‏ هو ضابط أمريكي، ولد في 31 يناير 1951 في روتلاند في الولايات المتحدة.